# Velké koupání (Renoir)
Velké koupání (francouzský název Les Grandes Baigneuses), je obraz Augusta Renoira z let 1884-1887, nacházející se v Muzeu umění ve Filadelfii.
Tato olejomalba zachycuje skupinu nahých žen, dvě v popředí sedí u vody. Třetí stojí ve vodě a chce postříkat jednu ze sedících; ta se zaklání a rukou se před vodou chrání.
Postavy působí jako sochy, zatímco krajina za nimi je charakterizována impresionistickým nasvětlením. Tímto novým stylem chtěl Renoir sladit moderní formy malby s malířskými tradicemi 17. a 18. století, zejména s malířstvím Ingrese a Raffaela. Renoir obdivoval také Rubensova a Tiziánova díla a snažil se najít kompromis mezi stylem těchto starých mistrů a novým impresionistickým stylem.

## Malba
Je alespoň částečně inspirován sochou Françoise Girardona Koupel nymf (1672), nízkým olověným reliéfem realizovaným pro fontánový park ve Versailles. Odráží se v něm také vliv Ingresových děl a zejména Rafaelových fresek, jejichž styl si osvojil během své cesty do Itálie. Tito dva velcí umělci ovlivnili celý Renoirův způsob malby a kresby: začal malovat disciplinovaněji a konvenčněji, vzdal se malby v exteriéru a zaměřil se na ženský akt - do té doby jen příležitostný námět.
Obraz znamenal silný odklon od jeho dosavadní impresionistické tvorby, jeho námět vycházel z klasických zdrojů a postrádal spontánnost v provedení, která byla právě pro impresionismus typická. Renoir pracoval na obraze Velké koupání tři roky, dokud nebyl spokojen s jeho kompozicí. Během této doby vytvořil řadu studií a skic, včetně nejméně dvou figurálních kreseb v plné velikosti na toto téma. Barevný pigment Renoir nanášel pomocí nože ve snaze docílit co možná nejtenčího a nehladšího povrchu. Naaranžovanost póz a idealizace ženských těl vytváří dojem takřka porcelánových dekorací, které Renoir v mládí vytvářel, okolní krajina si ovšem stále zachovává ráz i barevnost pro něj typickou.
Velké koupání lze považovat také za Renoirův obrazový testament. K modelům tří koupajících se patřily dvě z jeho oblíbených postav: Aline Charigot, blondýnka sedící vzadu, kterou si Renoir vzal v roce 1890, a Suzanne Valadonová, sama také malířka a dále matka malíře Maurice Utrilla.
Po dokončení Velkého koupání se byl Renoir kvůli svému novému stylu ostře kritizován. Unavený a rozčarovaný už pak nikdy nevytvořil obrazy podobného ražení, podobný námět se však později objevil v sérii obrazů Paula Cézanna.